# Joachim Retzlaff
Joachim Knut Retzlaff, född 8 mars 1952, är en svensk översättare. Retzlaff har varit yrkesöversättare i drygt 30 år och översätter från tyska, engelska, danska och norska med fokus på facklitteratur inom områdena filosofi, samhällsvetenskap, politisk debatt, kulturhistoria och historia.

## Översättningar (urval)
- Detlef Horster: Utopi och materialism: en introduktion till Ernst Blochs filosofi (Bloch zur Einführung) (Röda bokförlaget, 1981)
- Jürgen Habermas: Borgerlig offentlighet: kategorierna "privat" och "offentligt" i det moderna samhället (Strukturwandel der Öffentlichkeit) (Arkiv, 1984)
- William H. McNeill: Farsoterna i historien (Plagues and peoples) (Gidlund, 1985)
- Hannah Arendt: Människans villkor: vita activa (The human condition) (Röda bokförlaget, 1988)
- Hans Biedermann: Symbollexikonet (Knaurs Lexikon der Symbole) (översatt tillsammans med Paul Frisch) (Forum, 1991)
- Immanuel Kant: Grundläggning av sedernas metafysik (Grundlegung zur Metaphysik der Sitten) (Daidalos, 1997)
- John Stuart Mill: Utilitarism (Utilitarianism) (Daidalos, 2003)
- Robert Edwards: Finska vinterkriget (White death) (Forum, 2007)
- Jan-Werner Müller: Demokratins tidsålder: politiska idéer i 1900-talets Europa (Contesting democracy) (Daidalos, 2013)

## Priser och utmärkelser
- 2020 – Elsa Thulins översättarpris[1]

### Fotnoter
1. ↑  Elsa Thulin-priset till Joachim Retzlaff Läst 9 mars 2021